# 支道林
支道林（314年—366年5月29日），名遁，字道林，以字行。俗姓关，東晉佛教高僧。

## 生平
河南陈留人，幼年随家人南渡到江南。早年曾隐居吳縣（今江蘇蘇州）餘杭山，年二十五出家，其师为西域月支人，改姓支。長相欠佳，“双眼黯黯明黑”，阮裕“欲闻其言，恶见其面”。出家後雲遊京師，住白馬寺，潜心研究佛道，“沉思《道行》之品，委曲《慧印》之经”，好養名马，自云：“重其神骏。斯图也，非彼人之徒欤！”。又有贈鶴，他說：“爾沖天物，寧為耳目之玩乎”遂放之，今沃洲尚留有放鶴峰、養馬坡、支遁嶺遺跡。王濛赞扬他“造微之功不减辅嗣”，孙绰称赞支道林“拔新领异，胸怀所及乃自佳”。陈郡殷融以为是卫玠再世。謝安說他“如九方皋之相马，略其玄黄，取其儁逸。”王坦之认为支道林只会诡辩。
支道林常在白马寺与劉系之、馮懷等人谈论《庄子逍遥篇》，西晉郭象的注解里面有一句说：各适性以为逍遥。支遁不这么认为，辩论说，桀纣以残害为本性，如果说适性就是逍遥，那么他们也是很逍遥的了。于是注《逍遥篇》，群儒旧学莫不叹服，为般若学六大家之一。升平元年（357年），移居剡縣石城山（今新昌縣縣城南郊）棲光寺，勤於著書立說，晉太和元年（366年）闰四月四日圓寂於剡县石城山住所，享年五十三岁。戴逵路經其墓，叹曰：“德音未远，而拱木已繁，冀神理绵绵，不与气运俱尽耳”。